# Sinestezija
Sinestezija (starogrčki syn (ujedinjene) + aesthesis (osjeti); ujedinjenje osjeta) je spontana subjektivna asocijacija raznorodnih osjeta izazvana izravnim doživljavanjem samo jednoga od njih; učenje i osjećaj po kojem se ono što opažamo svojim osjetilima može miješati (mirisi imaju oblik, boje, zvukove...). U književnosti sinestezija predstavlja stilsku figuru povezivanja slika koje ne potječu od istoga osjetila (npr. meko plavetnilo).

## Neuropsihološki fenomen
Sinestezija ili 'ujedinjenje osjetila' se odnosi na fenomen kojega doživljavaju određene osobe, sinestete, kod kojih dolazi naizgled do povezivanja osjetila različitih modaliteta. Tako npr. uz zvučne podražaje, sinestete mogu imati vizualna iskustva poput boja ili oblika. Moguće je i obrnuto, vizualni podražaji izazivaju zvučna ili mirisna iskustva. Druge kombinacije su isto izražene. Na primjer, postoje osobe kod kojih svaka riječ ima određeni okus. Jedan od najčešćih oblika sinestezije je tzv. grafem-boja sinestezija kod koje svako slovo ili znamenka ima određenu boju. Npr. "A" kod takvih sinesteta vrlo često izaziva percepciju crvene boje. Sljedeća slika pokazuje jedan stvarni primjer sinestetskih asocijacija:
Sinestezija nije jednostavna asocijacija pojmova kao npr. crvena boja povezana s pojmom srca ili žuta s limunom. Sinesteti izjavljuju da vide sinestetske boje jednako realistično kao i prave boje, i slični visoki nivo realiteta važi za sve druge sinestetske modalitete. Pri tome sinesteti potpuno dobro razlikuju podražaje koji dolaze iz okoline i onih koji dolaze iz "njihove glave". Dakle, sinesteti nisu psihotični, t.j., mentalno su potpuno zdravi. 
Zadnjih godina je došlo do procvata istraživanja sinestezije koja su, između ostalog, uspješno pokazala da sinestetska iskustva stvarno postoje. Tako npr. grafem-boja sinestezija izaziva aktivaciju mozga u upravo onim područjima za koja se zna da su odgovorna za percepciju stvarnih boja (npr. vizualno područje V4/V8). Isto tako, sinestezijom izazvane boje imaju karakteristike oponentnih boja: crvena se natječe sa zelenom a plava sa žutom, što nije slučaj za obične asocijacije oblika i boje (npr. žuti limun). S obzirom na to da se procesiranje oponentnih boja odvija u vizualnim područjima, ti rezultati nude znanstvene dokaze da sinesteti doživljavaju stvarna perceptivna iskustva--točno onako kako to i sami tvrde. 
Ustvrđeno je isto tako da je često, ako ne i u svim slučajevima, sinestezija izazvana značenjem podražaja a ne fizikalnim karakteristikama podražaja. Tako na primjer isti fizikalni podražaj može izazvati različite asocijacije ovisno o tome kako je podražaj interpretiran. Npr. kružni oblik se može interpretirati kao slovo "O", ali i kao nula, ovisno da li je prikazan u kontekstu slova ili brojki. Ta su istraživanja sugerirala da bi zapravo preciznije ime bilo za taj fenomen ideastezija, što prevedeno sa starogrčkog znači osjećanje ideja ili percipiranje pojmova.
Procjene kažu da na svakih 200 do 500 osoba dolazi jedan sinestet. Sinestezija je djelomično uvjetovana i genetski jer često takva iskustva ima više članova jedne obitelji. Sinesteta koji otvoreno priča o svojim iskustvima će često naći rođaka koji je isto sinesteta. U toku su istraživanja koja pokušavaju identificirati odgovorne gene. 
Mnoge kreativne i poznate osobe su bile sinestete, kao npr. slikar Kandinsky ili fizičar Feynman.
Većina sinesteta nisu u potpunosti informirani o svojem statusu. Mnogi uopće nisu svjesni da su posebni jer s drugima ne dijele svoja iskustva vjerujući da svaka druga osoba ima identična ili slična iskustva. Često su vrlo iznenađeni kada saznaju da to nije slučaj. Drugi pak nalete na nerazumijevanje okoline kada pokušaju objasniti što im se dešava. Neinformirana okolina ih često smatra čudnima i ne prihvaća olako njihov status zbog čega se dotični ustručavaju od daljnjeg komuniciranja, čuvajući svoja iskustva samo za sebe. Većini, termin "sinestezija" vjerojatno uopće nije poznat.
Sinestezija je donekle povezana s autizmom. Vjerojatnije je da će autistična osoba imati sinestetska iskustva nego što je to slušaj za neautistične osobe. 
Jedan interesantan oblik sinestezije je ordinalna personifikacija pri čemu, najčešće, brojevi imaju karakteristike osoba. Tako npr. broj jedan može biti veseo a broj dva tužan. Broj tri pokušava oraspoložiti dvojku dok je četvorka sebična i misli samo na sebe. Petica može biti vođa, i tako dalje.
Dani u tjednu i mjeseci u godini su isto tako često povezani sa sinestetskim iskustvima. Dani i mjeseci su obično organizirani u fiksne prostorne odnose koji pomažu sinestetima pri pamćenju npr. datuma jer služe kao efikasna mnemotehnika.

## Druga značenja riječi "sinestezija"
Glasovna simbolika i muzikalnost stiha ostvaruje se pomoću sinestezije. To je jezična slika u kojoj se miješaju opažanja raznih osjetila, a koja izražava spoj zvuka, boje, mirisa...
Sinestezija se definira kao stilska figura kojom se postiže zamjena svojstava osjetila. Tako na primjer, boja se može pomirisati, zvuk se može vidjeti i slično. U jednoj od reklama jedan od sudionika izgovara rečenicu Fakat miriše bijelo. Upravo u toj rečenici došlo je do zamjene svojstava osjetila mirisa i osjetila vida pa se može pomirisati ono što se u stvarnosti samo vidi.
Njome se postižu neobične sintagme, slike i zvučnosti.
Primjer:
slušam u mirnoj ljubičastoj noći
gdje šušte zvijezde. I ja razumijem te glase što huje
taj jezik Bitka i taj šapat stvari

## Vanjska poveznica
- Više informacija na temu sinestezije i ideastezije na stranici Danka Nikolića.